# Asplenium trindadense
Asplenium trindadense är en svartbräkenväxtart som först beskrevs av Alexander Curt Brade, och fick sitt nu gällande namn av Lana da Silva Sylvestre. Asplenium trindadense ingår i släktet Asplenium och familjen Aspleniaceae. Inga underarter finns listade.